# Karen Rupert Toliver
Karen Rupert Toliver (* 20. Jahrhundert) ist eine US-amerikanische Filmproduzentin.

## Leben
Karen Rupert Toliver wurde als Tochter von Allen Rupert, einem 2017 verstorbenen Gründungsprofessor der University of Texas at Dallas, geboren und wuchs in Texas auf. Toliver besuchte dann die Greenhill School, wo sie ihren Abschluss 1984 machte, bevor sie dann an der University of Texas at Austin studierte.
Toliver begann ihre Karriere beim Disney-Konzern. Zuerst arbeitete sie als Assistent von Julia Dray bei Walt Disney Pictures, wo sie bei der Produktion der Mighty-Duck-Film-Serie half. Später arbeitete sie bei Walt Disney Animation Studios. Dort arbeitete sie an den Filmen Bärenbrüder, Himmel und Huhn und Triff die Robinsons.
Toliver verließ, nachdem sie für Universal Coco, der neugierige Affe mitentwickelt hatte, Disney, um bei 20th Century Fox zu arbeiten, wo sie unter anderem bei der Produktion und Entwicklung des Rio- und des Ice-Age-Franchise mitwirkte. Außerdem half sie noch bei dem Film Ferdinand – Geht STIERisch ab!, der ebenso wie die anderen Filme von Blue Sky Studios produziert wurden, die ein Teil von Fox sind.
Im Jahr 2017 verließ Toliver nach 10 Jahren Fox und wechselte zu Sony Pictures Animation, wo sie den Posten einer Senior Vizepräsidentin für kreative Entwicklung bekam. Zwei Jahre später wurde sie zum executive vice president of creative befördert.
Zur Zeit ihres Wechsel von Fox zu Sony wurde sie von Matthew A. Cherry um Hilfe bei seinem Filmprojekt gebeten, welches auf Kickstarter 300.000 Dollar gesammelt hatte und von einem schwarzen Mädchen und ihrem Vater, der zum ersten Mal versucht, ihr die Haare zu frisieren, handeln sollte. Sie kümmerte sich zuerst hobbymäßig um dieses Projekt, wurde aber schließlich die Produzentin dieses Kurzfilms. Sie beschrieb ihre Motivation dazu dann wie folgt:

“There’s never been a project that hit me so personally as ‘Hair Love.’ Living with black hair my whole life, growing up in Texas. There were so many layers to the project that really just spoke to me personally. And I was like, ‘It has to get done.’”

„Es gab noch nie ein Projekt, das mich so persönlich getroffen hat wie „Hair Love“. Mein ganzes Leben lang mit schwarzen Haaren leben, in Texas aufzuwachsen. Das Projekt hatte so viele Ebenen, die mich wirklich persönlich angesprochen haben. Und ich dachte mir: ‚Es muss getan werden.‘“

Der Film wurde dann vor dem Film Angry Birds 2 – Der Film gezeigt. Bei der 92. Oscarverleihung wurde sie dann gemeinsam mit Cherry für den Film Hair Love für den Oscar in der Kategorie bester animierter Kurzfilm nominiert. Die begehrte Trophäe durfte Toliver mit nach Hause nehmen, da Hair Love den Oscar gegen Tochter, Kitbull, Mémorable und Sister gewann.

## Filmographie (Auswahl)
Als Produzent:
- Hair Love

Als Produktionsleiter:
- Himmel und Huhn
- Ice Age 3 – Die Dinosaurier sind los
- Ice Age 4 – Voll verschoben